# Richard McKinney
Richard McKinney   (Decatur, 12 d'octubre de 1953) és un arquer estatunidenc, ja retirat, guanyador de dues medalles olímpiques.
El 1976 va prendre part en els Jocs Olímpics d'Estiu de Montreal, on fou quart en la competició individual del programa de tir amb arc. No va poder participar en els Jocs Olímpics de Moscou de 1980 pel boicot estatunidenc a aquells Jocs. El 1984, als Jocs de Los Angeles, tornà va guanyar la medalla de plata en la competició individual del programa de tir amb arc. El 1988, a Seül, guanyà la medalla de plata en la prova per equips, junt a Jay Barrs i Darrell Pace, mentre en la prova individual fou sisè. El 1992, a Barcelona, disputà els seus quarts i darrers Jocs Olímpics, en què destaca la sisena posició en la prova per equips.
En el seu palmarès també destaquen quinze medalles en el Campionat del Món, vuit d'or, quatre de plata i tres de bronze, entre les edicions de 1975 i 1995, així com sis medalles en els Jocs Panamericans, tres d'or i tres de plata, entre el 1979 i el 1987. A nivell nacional guanyà nou campionats estatunidencs entre 1977 i 1987. Durant la seva carrera va establir diversos rècord mundials.
Una vegada retirat es va centrar en el desenvolupament de fletxes d'alumini embolcallades amb fibra de carboni. Fou analista en les proves de tir amb arc als Jocs Olímpics de 2012 i 2016 a la NBC.